# Junior Assoumou
Junior Assoumou Akue (ur. 22 lipca 1995 w Le Mans) – gaboński piłkarz grający na pozycji środkowego obrońcy. Od 2023 jest zawodnikiem klubu Tours FC.

## Kariera klubowa
Swoją piłkarską karierę Assoumou rozpoczął w klubie Stade Rennais. W latach 2012–2014 występował w jego rezerwach. Z kolei w latach 2014–2016 grał w rezerwach Chamois Niortais FC. Następnie był zawodnikiem takich klubów jak: SO Romorantin (2016-2017), Pau FC (2018), US Granville (2018-2019), AS Vitré (2019-2020) i Bourges Foot 18 (2020-2021). W 2021 przeszedł do Aubagne FC. Następnie grał w US Granville i Tours FC.

## Kariera reprezentacyjna
W reprezentacji Gabonu Assoumou zadebiutował 4 stycznia 2022 w zremisowanym 1:1 towarzyskim meczu z Mauretanią, rozegranym w Dubaju. W 2022 roku został powołany do kadry na Puchar Narodów Afryki 2021. Na tym turnieju rozegrał jeden mecz, w 1/8 finału z Burkiną Faso (1:1, k. 6:7).